# La reina del vodevil

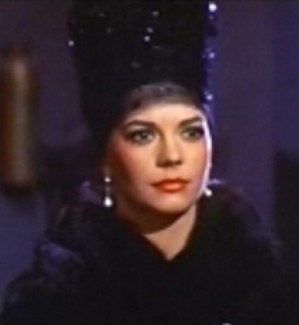
Natalie Wood

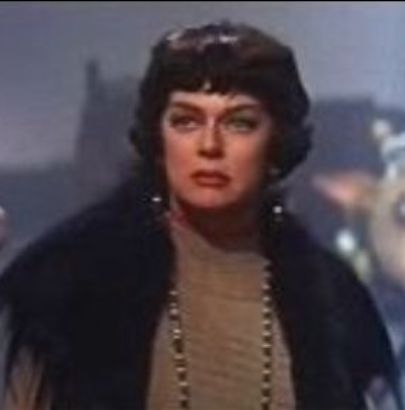
Rosalind Russell

La reina del vodevil (títol original en anglès: Gypsy) és una pel·lícula musical estatunidenca dirigida per Mervyn LeRoy, estrenada el 1962. Ha estat doblada al català. Es tracta d'una adaptació de la comèdia musical Gypsy: A Musical Fable (música de Jule Styne, lletra de Stephen Sondheim, llibret d'Arthur Laurents), creada a Broadway el 1959, i l'autobiografia Gypsy: A Memoir de Gypsy Rose Lee, publicada el 1957.

## Argument
En els anys 1920, a Amèrica, Rose viu en l'esperança de veure un dia la seva filla June convertir-se una artista del music-hall. Però quan June es casa i la deixa, Rose trasllada tota la seva esperança a la seva filla gran i menys talentosa Louise.

## Repartiment
- Rosalind Russell: Rose Hovick
- Natalie Wood: Louise ‘Gypsy Rose Lee’ Hovick
  - Diane Pace: ‘Baby’ Louise
- Karl Malden: Herbie Sommers
- Paul Wallace: Tulsa
- Ann Jillian: ‘Dainty’ June/June Havoc
  - Morgan Brittany: Baby’ June
- Betty Bruce: Tessie Tura
- Parley Baer: M. Kringelein
- Harry Shannon: Avi
- Faith Dane: Mazeppa
- Roxanne Arlen: Electra
- Jean Willes: Betty Cratchitt
- George Petrie: George
- Jule Styne: el director d'orquestra
- Jack Benny: Jack Benny

## Premis i nominacions

### Premis
- 1963: Globus d'Or a la millor actriu musical o còmica per Rosalind Russell

### Nominacions
- 1963: Oscar a la millor banda sonora per Frank Perkins
- 1963: Oscar a la millor fotografia per Harry Stradling Sr.
- 1963: Oscar al millor vestuari per Orry-Kelly
- 1963: Globus d'Or a la millor pel·lícula musical o còmica
- 1963: Globus d'Or al millor director per Mervyn LeRoy
- 1963: Globus d'Or al millor actor musical o còmic per Karl Malden
- 1963: Globus d'Or a la millor actriu musical o còmica per Natalie Wood